# Élections législatives fidjiennes de 2001
Des élections législatives ont lieu aux Fidji du 25 août au 2 septembre 2001, pour renouveler l'ensemble des soixante-et-onze sièges de la Chambre des Représentants, chambre basse du Parlement.
Les députés sont élus avec un mandat de cinq ans. Le gouvernement (premier ministre et ministres) émane de sa majorité.

## Contexte: les suites du coup d'État de 2000
Les élections précédentes avaient eu lieu en mai 1999, et avaient produit un gouvernement travailliste avec à sa tête le premier ministre Mahendra Chaudhry. Ce gouvernement avait été renversé en mai 2000 dans un coup d'État civil mené par George Speight, homme d'affaires ruiné qui déclara inacceptable le fait qu'un citoyen d'appartenance ethnique indienne puisse diriger le pays. Chaudhry et plusieurs ministres et députés avaient été maintenus huit semaines en otage. Les forces armées, sous le contre-amiral Voreqe Bainimarama, ayant proclamé l'état d'urgence, avaient négocié avec succès leur libération, tout en nommant premier ministre 'par intérim' Laisenia Qarase, issu de la mouvance politique nationaliste autochtone qui avait perdu les élections de 1999.
Par les élections de 2001, Laisenia Qarase visait un mandat électif qui lui permettrait de conserver le pouvoir. Mahendra Chaudhry, pour sa part, espérait récupérer ses fonctions, et voir reconfirmé le mandat qu'il avait obtenu deux ans plus tôt.

## Système électoral
De par la Constitution de 1997, le pays est divisé en 71 circonscriptions uninominales, dont la plupart sont attribuées à des communautés ethniques. 23 députés autochtones sont élus par les citoyens autochtones (appelés "fidjiens") ; 19 élus par et parmi les citoyens d'appartenance ethnique indienne (c.f. Indiens des Fidji) ; 1 député élu par et parmi les Rotumiens ; 3 élus par et parmi les citoyens de tout autre appartenance ethnique ; et 25 élus par l'ensemble des citoyens sans distinction ethnique. Chaque électeur avait à choisir deux candidats : un dans sa circonscription ethnique, et un dans sa circonscription dite "ouverte", où pouvaient se présenter des candidats de diverses origines,.
Le système électoral employé était celui du vote alternatif. Chaque électeur était invité à classer les candidats de ses circonscriptions par ordre de préférence.

## Partis politiques
Outre des candidats sans étiquette, dix-huit partis politiques prirent part à l'élection en se présentant dans au moins une circonscription. Parmi ceux-ci, les deux principaux partis du pays : le  Soqosoqo Duavata ni Lewenivanua (SDL), nouvellement formé, du premier ministre en titre Laisenia Qarase, conservateur, prônant la suprématie des intérêts autochtones ; et le Parti travailliste, principal parti d'opposition, avec à sa tête Mahendra Chaudhry.
Parmi les autres partis importants, le Parti de la fédération nationale, autrefois l'un des principaux partis du pays, dont la base électorale se situait parmi les communautés indo-fidjiennes rurales ; l'Alliance conservatrice, mouvement nationaliste autochtone d'extrême droite dont était membre George Speight, l'auteur du coup d'État de 2000 ; le Soqosoqo ni Vakavulewa ni Taukei (SVT ; "Parti politique autochtone"), également nationaliste autochtone mais plus modéré, qui avait dominé la vie politique du pays de 1992 à 1999 ; le Parti général uni, représentant principalement les intérêts des 'électeurs généraux' (citoyens d'origine ethnique européenne, chinoise...) ; et le Parti de l'unité nationale, prônant l'unité face aux tensions interethniques, et proche du Parti travailliste.

## Résultats

### Résultats d'ensemble
Le SDL confirma son statut de nouveau grand parti de droite en obtenant le plus grand nombre de sièges (31), sans toutefois obtenir une majorité absolue au sein de la Chambre. (Il remporta ces sièges au profit du SVT, qui perdit l'ensemble de ses huit sièges.) Fragilisés par le coup d'État qu'ils avaient subi, et la crainte qu'il puisse se reproduire (le précédent gouvernement travailliste, en 1987, avait lui aussi été renversé par la force des armes par des nationalistes autochtones), les Travaillistes perdirent dix sièges, n'en remportant que 27. L'adéquation entre communautés ethniques et partis politiques s'accentua ; le Parti travailliste remporta la totalité des dix-neuf sièges 'indiens', mais aucun siège autochtone, tandis que les vingt-trois sièges autochtones se partageaient entre le SDL (18) et l'Alliance conservatrice (5).
L'Alliance conservatrice remporta au total sept sièges, mais en perdit bientôt un ; George Speight, élu député (sous le nom fidjianisé de "Ilikini Naitini") de la circonscription autochtone de Tailevu Nord, était en prison pour haute trahison, et fut expulsé du Parlement pour incapacité à y occuper son siège. Son frère, Samisoni Tikoinasau, remporta une élection partielle l'année suivante, et le siège fut ainsi conservé par l'Alliance.
Le Parti de la fédération nationale et le Parti général uni en obtinrent un chacun (revenant respectivement aux députés Prem Singh, dans la circonscription ouverte de Nadi, et à Mick Beddoes, dans la circonscription ethnique de l'ouest et du centre pour les 'petites' minorités). Le Nouveau parti travailliste de l'unité, nouveau parti fondé par des Travaillistes dissidents qui craignaient un nouveau coup d'État si Chaudhry était élu, obtint deux députés : Kenneth Zinck, dans la circonscription de Suva pour les 'petites' minorités, et Ofa Duncan, dans la circonscription ouverte de Suva. Il y eut également deux députés sans étiquette : Marieta Rigamoto, représentant la communauté ethnique rotumienne ; et Savenaca Draunidalo, pour la circonscription ouverte regroupant Lau, Taveuni et Rotuma.
Le SDL forma un gouvernement de coalition avec l'Alliance conservatrice. Malgré la disposition constitutionnelle obligeant le premier ministre à accorder des ministères au principal parti d'Opposition, au nom de la coopération et de l'unité nationale, Laisenia Qarase refusa d'intégrer le Parti travailliste -dont les visées d'égalitarisme 'racial' étaient l'antithèse de celles de l'Alliance conservatrice- à son gouvernement.
| Partis | Partis                                | Dirigeants               | Voix    | %    | Sièges | +/- |
| ------ | ------------------------------------- | ------------------------ | ------- | ---- | ------ | --- |
|        | Soqosoqo Duavata ni Lewenivanua       | Laisenia Qarase          | 166 725 | 25,8 | 31     | n/a |
|        | Parti travailliste                    | Mahendra Chaudhry        | 226 297 | 35,0 | 27     | -10 |
|        | Alliance conservatrice                | Ratu Epenisa Cakobau     | 64 414  | 10,0 | 7      | n/a |
|        | Nouveau parti travailliste de l'unité | Tupeni Baba              | 28 957  | 4,5  | 2      | n/a |
|        | Parti général unifié                  | Mick Beddoes             | 3 260   | 0,5  | 1      | -1  |
|        | Parti de la fédération nationale      | ?                        | 65 619  | 10,2 | 1      | +1  |
|        | Soqosoqo ni Vakavulewa ni Taukei      | Filipe Bole              | 35 083  | 5,4  | 0      | -8  |
|        | Parti de l'unité nationale            | ?                        | 6 418   | 1,0  | 0      | -4  |
|        | Candidats sans étiquette              | Candidats sans étiquette |         |      | 2      | -3  |

### Résultats par circonscription
Les résultats complets sont les suivants :

#### Sièges ethniques autochtones
Bua
| Parti de l'élu | Parti de l'élu | Candidat élu  | Voix | % | Remarque |
| -------------- | -------------- | ------------- | ---- | - | -------- |
|                | AC             | Josateki Vula |      |   |          |

Kadavu
| Parti de l'élu | Parti de l'élu | Candidat élu  | Voix | % | Remarque |
| -------------- | -------------- | ------------- | ---- | - | -------- |
|                | SDL            | Konisi Yabaki |      |   |          |

Lau
| Parti de l'élu | Parti de l'élu | Candidat élu    | Voix | % | Remarque |
| -------------- | -------------- | --------------- | ---- | - | -------- |
|                | SDL            | Laisenia Qarase |      |   |          |

Lomaiviti
| Parti de l'élu | Parti de l'élu | Candidat élu    | Voix | % | Remarque |
| -------------- | -------------- | --------------- | ---- | - | -------- |
|                | SDL            | Simione Kaitani |      |   |          |

Macuata
| Parti de l'élu | Parti de l'élu | Candidat élu       | Voix | % | Remarque |
| -------------- | -------------- | ------------------ | ---- | - | -------- |
|                | AC             | Isireli Leweniqila |      |   |          |

Nadroga et Navosa
| Parti de l'élu | Parti de l'élu | Candidat élu | Voix | % | Remarque |
| -------------- | -------------- | ------------ | ---- | - | -------- |
|                | SDL            | Pita Nacuva  |      |   |          |

Naitasiri
| Parti de l'élu | Parti de l'élu | Candidat élu             | Voix | % | Remarque |
| -------------- | -------------- | ------------------------ | ---- | - | -------- |
|                | SDL            | Ilaitia Bulidiri Tuisese |      |   |          |

Namosi
| Parti de l'élu | Parti de l'élu | Candidat élu             | Voix | % | Remarque |
| -------------- | -------------- | ------------------------ | ---- | - | -------- |
|                | SDL            | Ratu Suliano Matanitobua |      |   |          |

Ra
| Parti de l'élu | Parti de l'élu | Candidat élu       | Voix | % | Remarque |
| -------------- | -------------- | ------------------ | ---- | - | -------- |
|                | SDL            | Tomasi Vuetilovoni |      |   |          |

Rewa
| Parti de l'élu | Parti de l'élu | Candidat élu    | Voix | % | Remarque |
| -------------- | -------------- | --------------- | ---- | - | -------- |
|                | SDL            | Ro Teimumu Kepa |      |   |          |

Serua
| Parti de l'élu | Parti de l'élu | Candidat élu        | Voix | % | Remarque |
| -------------- | -------------- | ------------------- | ---- | - | -------- |
|                | SDL            | Joketani Cokanasiga |      |   |          |

Ba-est
| Parti de l'élu | Parti de l'élu | Candidat élu  | Voix | % | Remarque |
| -------------- | -------------- | ------------- | ---- | - | -------- |
|                | SDL            | Epeli Seavula |      |   |          |

Ba-ouest
| Parti de l'élu | Parti de l'élu | Candidat élu   | Voix | % | Remarque |
| -------------- | -------------- | -------------- | ---- | - | -------- |
|                | SDL            | Tomasi Sauqaqa |      |   |          |

Tailevu-nord
| Parti de l'élu | Parti de l'élu | Candidat élu    | Voix | % | Remarque |
| -------------- | -------------- | --------------- | ---- | - | -------- |
|                | AC             | Ilikini Naitini |      |   |          |

Tailevu-sud
| Parti de l'élu | Parti de l'élu | Candidat élu      | Voix | % | Remarque |
| -------------- | -------------- | ----------------- | ---- | - | -------- |
|                | SDL            | Irami Matairavula |      |   |          |

Cakaudrove-est
| Parti de l'élu | Parti de l'élu | Candidat élu       | Voix | % | Remarque |
| -------------- | -------------- | ------------------ | ---- | - | -------- |
|                | AC             | Naiqama Lalabalavu |      |   |          |

Cakaudrove-ouest
| Parti de l'élu | Parti de l'élu | Candidat élu         | Voix | % | Remarque |
| -------------- | -------------- | -------------------- | ---- | - | -------- |
|                | AC             | Rakuita Vakalalabure |      |   |          |

Urbain nord-est
| Parti de l'élu | Parti de l'élu | Candidat élu    | Voix | % | Remarque |
| -------------- | -------------- | --------------- | ---- | - | -------- |
|                | SDL            | Filimoni Banuve |      |   |          |

Urbain nord-ouest
| Parti de l'élu | Parti de l'élu | Candidat élu | Voix | % | Remarque |
| -------------- | -------------- | ------------ | ---- | - | -------- |
|                | SDL            | Joji Banuve  |      |   |          |

Urbain sud-ouest
| Parti de l'élu | Parti de l'élu | Candidat élu   | Voix | % | Remarque |
| -------------- | -------------- | -------------- | ---- | - | -------- |
|                | SDL            | Jone Kubuabola |      |   |          |

Suva
| Parti de l'élu | Parti de l'élu | Candidat élu     | Voix | % | Remarque |
| -------------- | -------------- | ---------------- | ---- | - | -------- |
|                | SDL            | Mataiasi Ragigia |      |   |          |

Tamavua et Laucala
| Parti de l'élu | Parti de l'élu | Candidat élu       | Voix | % | Remarque |
| -------------- | -------------- | ------------------ | ---- | - | -------- |
|                | SDL            | Jonetani Kaukimoce |      |   |          |

Nasinu
| Parti de l'élu | Parti de l'élu | Candidat élu | Voix | % | Remarque |
| -------------- | -------------- | ------------ | ---- | - | -------- |
|                | SDL            | Emasi Qovu   |      |   |          |

#### Sièges ethniques généraux
Suva
| Parti de l'élu | Parti de l'élu | Candidat élu  | Voix | % | Remarque |
| -------------- | -------------- | ------------- | ---- | - | -------- |
|                | NPTU           | Kenneth Zinck |      |   |          |

Nord et est
| Parti de l'élu | Parti de l'élu | Candidat élu      | Voix | % | Remarque |
| -------------- | -------------- | ----------------- | ---- | - | -------- |
|                | SDL            | David Christopher |      |   |          |

Centre et ouest
| Parti de l'élu | Parti de l'élu | Candidat élu | Voix | % | Remarque |
| -------------- | -------------- | ------------ | ---- | - | -------- |
|                | PGU            | Mick Beddoes |      |   |          |

#### Sièges ethniques indo-fidjiens
Viti Levu-est
| Parti de l'élu | Parti de l'élu | Candidat élu          | Voix | % | Remarque |
| -------------- | -------------- | --------------------- | ---- | - | -------- |
|                | PT             | Sanjeet Chand Maharaj |      |   |          |

Tavua
| Parti de l'élu | Parti de l'élu | Candidat élu | Voix | % | Remarque |
| -------------- | -------------- | ------------ | ---- | - | -------- |
|                | PT             | Anand Babla  |      |   |          |

Ba-est
| Parti de l'élu | Parti de l'élu | Candidat élu   | Voix | % | Remarque |
| -------------- | -------------- | -------------- | ---- | - | -------- |
|                | PT             | Satendra Singh |      |   |          |

Ba-ouest
| Parti de l'élu | Parti de l'élu | Candidat élu | Voix | % | Remarque |
| -------------- | -------------- | ------------ | ---- | - | -------- |
|                | PT             | Ahmed Gaffar |      |   |          |

Lautoka rural
| Parti de l'élu | Parti de l'élu | Candidat élu | Voix | % | Remarque |
| -------------- | -------------- | ------------ | ---- | - | -------- |
|                | PT             | Udit Narayan |      |   |          |

Lautoka ville
| Parti de l'élu | Parti de l'élu | Candidat élu    | Voix | % | Remarque |
| -------------- | -------------- | --------------- | ---- | - | -------- |
|                | PT             | Ganeshwar Chand |      |   |          |

Vuda
| Parti de l'élu | Parti de l'élu | Candidat élu    | Voix | % | Remarque |
| -------------- | -------------- | --------------- | ---- | - | -------- |
|                | PT             | Vyas Deo Sharma |      |   |          |

Nadi ville
| Parti de l'élu | Parti de l'élu | Candidat élu | Voix | % | Remarque |
| -------------- | -------------- | ------------ | ---- | - | -------- |
|                | PT             | Amjad Ali    |      |   |          |

Nadi rural
| Parti de l'élu | Parti de l'élu | Candidat élu        | Voix | % | Remarque |
| -------------- | -------------- | ------------------- | ---- | - | -------- |
|                | PT             | Gunasagaran Gounder |      |   |          |

Nadroga
| Parti de l'élu | Parti de l'élu | Candidat élu       | Voix | % | Remarque |
| -------------- | -------------- | ------------------ | ---- | - | -------- |
|                | PT             | Lekh Ram Vayeshnoi |      |   |          |

Viti Levu-sud et Kadavu
| Parti de l'élu | Parti de l'élu | Candidat élu          | Voix | % | Remarque |
| -------------- | -------------- | --------------------- | ---- | - | -------- |
|                | PT             | Prince Gopal Lakshman |      |   |          |

Suva
| Parti de l'élu | Parti de l'élu | Candidat élu | Voix | % | Remarque |
| -------------- | -------------- | ------------ | ---- | - | -------- |
|                | PT             | Gyani Nand   |      |   |          |

Vanua Levu-ouest
| Parti de l'élu | Parti de l'élu | Candidat élu | Voix | % | Remarque |
| -------------- | -------------- | ------------ | ---- | - | -------- |
|                | PT             | Surendra Lal |      |   |          |

Laucala
| Parti de l'élu | Parti de l'élu | Candidat élu       | Voix | % | Remarque |
| -------------- | -------------- | ------------------ | ---- | - | -------- |
|                | PT             | Arya Kamlesh Kumar |      |   |          |

Nasinu
| Parti de l'élu | Parti de l'élu | Candidat élu | Voix | % | Remarque |
| -------------- | -------------- | ------------ | ---- | - | -------- |
|                | PT             | Pratap Chand |      |   |          |

Tailevu et Rewa
| Parti de l'élu | Parti de l'élu | Candidat élu | Voix | % | Remarque |
| -------------- | -------------- | ------------ | ---- | - | -------- |
|                | PT             | Ragho Nand   |      |   |          |

Labasa ville
| Parti de l'élu | Parti de l'élu | Candidat élu       | Voix | % | Remarque |
| -------------- | -------------- | ------------------ | ---- | - | -------- |
|                | PT             | James Shri Krishna |      |   |          |

Labasa rural
| Parti de l'élu | Parti de l'élu | Candidat élu           | Voix | % | Remarque |
| -------------- | -------------- | ---------------------- | ---- | - | -------- |
|                | PT             | Mohammed Latif Subedar |      |   |          |

Macuata-est et Cakaudrove
| Parti de l'élu | Parti de l'élu | Candidat élu | Voix | % | Remarque |
| -------------- | -------------- | ------------ | ---- | - | -------- |
|                | PT             | Ram Sharan   |      |   |          |

#### Siège ethnique rotumien
Rotuma
| Parti de l'élu | Parti de l'élu | Candidat élu     | Voix | % | Remarque |
| -------------- | -------------- | ---------------- | ---- | - | -------- |
|                | sans étiquette | Marieta Rigamoto |      |   |          |

#### Sièges ouverts (non-ethniques)
Tailevu-nord et Ovalau
| Parti de l'élu | Parti de l'élu | Candidat élu      | Voix | % | Remarque |
| -------------- | -------------- | ----------------- | ---- | - | -------- |
|                | SDL            | Josefa Vosanibola |      |   |          |

Tailevu-sud et Lomaiviti
| Parti de l'élu | Parti de l'élu | Candidat élu       | Voix | % | Remarque |
| -------------- | -------------- | ------------------ | ---- | - | -------- |
|                | SDL            | Adi Asenaca Caucau |      |   |          |

Nausori et Naitasiri
| Parti de l'élu | Parti de l'élu | Candidat élu    | Voix | % | Remarque |
| -------------- | -------------- | --------------- | ---- | - | -------- |
|                | SDL            | Asaeli Masilaca |      |   |          |

Nasinu et Rewa
| Parti de l'élu | Parti de l'élu | Candidat élu     | Voix | % | Remarque |
| -------------- | -------------- | ---------------- | ---- | - | -------- |
|                | SDL            | Peniasi Silatolu |      |   |          |

Cunningham
| Parti de l'élu | Parti de l'élu | Candidat élu     | Voix | % | Remarque |
| -------------- | -------------- | ---------------- | ---- | - | -------- |
|                | SDL            | Solomoni Naivalu |      |   |          |

Laucala
| Parti de l'élu | Parti de l'élu | Candidat élu    | Voix | % | Remarque |
| -------------- | -------------- | --------------- | ---- | - | -------- |
|                | SDL            | Salabula Losena |      |   |          |

Samabula et Tamavua
| Parti de l'élu | Parti de l'élu | Candidat élu | Voix | % | Remarque |
| -------------- | -------------- | ------------ | ---- | - | -------- |
|                | SDL            | Manoa Dobui  |      |   |          |

Suva
| Parti de l'élu | Parti de l'élu | Candidat élu | Voix | % | Remarque |
| -------------- | -------------- | ------------ | ---- | - | -------- |
|                | NPTU           | Ofa Duncan   |      |   |          |

Lami
| Parti de l'élu | Parti de l'élu | Candidat élu     | Voix | % | Remarque |
| -------------- | -------------- | ---------------- | ---- | - | -------- |
|                | SDL            | Kaliopate Tavola |      |   |          |

Lomaivuna, Namosi et Kadavu
| Parti de l'élu | Parti de l'élu | Candidat élu | Voix | % | Remarque |
| -------------- | -------------- | ------------ | ---- | - | -------- |
|                | SDL            | Ted Young    |      |   |          |

Tavua
| Parti de l'élu | Parti de l'élu | Candidat élu | Voix | % | Remarque |
| -------------- | -------------- | ------------ | ---- | - | -------- |
|                | PT             | Pravin Singh |      |   |          |

Ba
| Parti de l'élu | Parti de l'élu | Candidat élu      | Voix | % | Remarque |
| -------------- | -------------- | ----------------- | ---- | - | -------- |
|                | PT             | Mahendra Chaudhry |      |   |          |

Magodro
| Parti de l'élu | Parti de l'élu | Candidat élu | Voix | % | Remarque |
| -------------- | -------------- | ------------ | ---- | - | -------- |
|                | PT             | Gyan Singh   |      |   |          |

Lautoka ville
| Parti de l'élu | Parti de l'élu | Candidat élu | Voix | % | Remarque |
| -------------- | -------------- | ------------ | ---- | - | -------- |
|                | PT             | Daniel Urai  |      |   |          |

Vuda
| Parti de l'élu | Parti de l'élu | Candidat élu | Voix | % | Remarque |
| -------------- | -------------- | ------------ | ---- | - | -------- |
|                | PT             | Vijay Singh  |      |   |          |

Nadi
| Parti de l'élu | Parti de l'élu | Candidat élu | Voix | % | Remarque |
| -------------- | -------------- | ------------ | ---- | - | -------- |
|                | PFN            | Prem Singh   |      |   |          |

Yasawa et Nawaka
| Parti de l'élu | Parti de l'élu | Candidat élu   | Voix | % | Remarque |
| -------------- | -------------- | -------------- | ---- | - | -------- |
|                | PT             | Perumal Mupnar |      |   |          |

Nadroga
| Parti de l'élu | Parti de l'élu | Candidat élu       | Voix | % | Remarque |
| -------------- | -------------- | ------------------ | ---- | - | -------- |
|                | SDL            | Jonetani Galuinadi |      |   |          |

Serua et Navosa
| Parti de l'élu | Parti de l'élu | Candidat élu    | Voix | % | Remarque |
| -------------- | -------------- | --------------- | ---- | - | -------- |
|                | SDL            | Pio Iowane Wong |      |   |          |

Bua et Macuata-ouest
| Parti de l'élu | Parti de l'élu | Candidat élu   | Voix | % | Remarque |
| -------------- | -------------- | -------------- | ---- | - | -------- |
|                | SDL            | Isireli Tuvuki |      |   |          |

Labasa
| Parti de l'élu | Parti de l'élu | Candidat élu | Voix | % | Remarque |
| -------------- | -------------- | ------------ | ---- | - | -------- |
|                | PT             | Poseci Bune  |      |   |          |

Macuata-est
| Parti de l'élu | Parti de l'élu | Candidat élu | Voix | % | Remarque |
| -------------- | -------------- | ------------ | ---- | - | -------- |
|                | PT             | Krishna Datt |      |   |          |

Cakaudrove-ouest
| Parti de l'élu | Parti de l'élu | Candidat élu | Voix | % | Remarque |
| -------------- | -------------- | ------------ | ---- | - | -------- |
|                | AC             | Manasa Tugia |      |   |          |

Lau, Taveuni et Rotuma
| Parti de l'élu | Parti de l'élu | Candidat élu         | Voix | % | Remarque |
| -------------- | -------------- | -------------------- | ---- | - | -------- |
|                | sans étiquette | Savenaca Draunidaloe |      |   |          |